# Kreis Soest
Kreis Soest är ett distrikt i Nordrhein-Westfalen, Tyskland. Största stad är Lippstadt.

## Infrastruktur
Genom distriktet går motorvägarna: A2, A44, A445 och förbundsvägen B1.

Gemeinden i Kreis Soest

1. ↑  hämtat från: tyskspråkiga Wikipedia.[källa från Wikidata]
2. ↑  läs online, www.landesdatenbank.nrw.de .[källa från Wikidata]